# クラシックカフェ
クラシックカフェ(Classic Cafe)
- NHK-FM放送のクラシック音楽番組。本項で詳述。
- ラジオNIKKEIのクラシック音楽つなぎ番組。こちらは「クラシック・カフェ」とナカグロが入る。

『クラシックカフェ』(Classic Cafe)は、NHK-FMで2008年3月31日から2024年3月28日まで放送されたクラシック音楽の番組である。

## 概要
NHK-FMでは長年平日日中に2時間枠のクラシック音楽専門の番組を放送している。2001年度までは「クラシックセレクション」と題して放送した後、2002年度から2007年度までは当時4時間生放送されていた「ミュージックプラザ」の前半・第1部として放送された。この当時は放送時間が14:00 - 16:00となっていたが、冒頭の3分間はその日の予告や東京中心の時節の話題を放送しており、これは翌朝7:20 - 9:17に行われた再放送では割愛されていた（その空いた3分間は終了後に移動され9:17 - 9:20の枠となり、FM放送の番組案内に当てていた）
これを2008年度から再びミュージックプラザから分離・独立させた番組である。NHKが保存しているCDから、たくさんのクラシック音楽を紹介している（ライブ録音の音源を紹介しているのは同じくFMの「ベストオブクラシック」）。案内役(パーソナリティ)は放送する楽曲の作曲家、演奏家、指揮者、作曲時の時代状況などを簡潔に解説する。放送される曲の長さは数分程度の短いものから数十分の長いものまで幅広い。著名な指揮者が亡くなった時などは追悼番組として放送予定を変更して特集番組を放送することがある。
2015年度からは、それまで7年間進行役を務めていた唐沢美智子、高山久美子の2人から新しく貞平麻衣子、粕谷紘世の2人に交代した。2022年度からは粕谷の代わりに、吉田愛梨が担当する。
2024年春の番組改編で、3月28日の放送をもって番組終了。16年の放送に幕を降ろした。後番組は『クラシックの庭』である。
※『ミュージックプラザ』に内包されていた時期の番組概要については同項目も参照されたい。

## 放送時間
- 初回放送　毎週月曜日 - 木曜日 14:00 - 15:50（- 2016年度は14:00 - 15:55）
- 再放送　次週火曜日 - 金曜日 8:00 - 9:50（2014年度 - 2016年度は7:25 - 9:20、2017年度 - 2022年度は7:25 - 9:15。特別編成などで再放送が中止になることもある）

祝日に「三昧シリーズ」などの特集番組が組まれる場合は番組自体休止（ただし、祝日でも通常放送となるときもある）。また、高校野球地方大会（春季・夏季・秋季。主にラジオ第1放送で国会中継があるときの振り替え）が放送される場合、一部地域で放送休止または後半からの途中飛び乗りとなる場合がある（この場合は「NHKネットラジオ らじる★らじる」を利用するか、翌週朝の再放送で聴取可能）。2023年10月23日 - 26日は、第92回日本音楽コンクール最終予選の様子を放送するため平日ながら休止となった。

## 出演者
2人のパーソナリティーが1週ごとに交代で進行を務める。開始冒頭に「これからのひとときはクラシック音楽とともにお過ごしいただきましょう」の一言が入る。
- 2015年度から
  - 貞平麻衣子

- 2022年度から
  - 吉田愛梨

過去の出演者
- 2014年度まで
  - 唐沢美智子
  - 高山久美子

- 2015年度から2021年度まで
  - 粕谷紘世